# La Salle-les-Alpes
 La Salle-les-Alpes  es una comuna y población de Francia, en la región de Provenza-Alpes-Costa Azul, departamento de Altos Alpes, en el distrito de Briançon y cantón de Le Monêtier-les-Bains.
Está integrada en la Comunidad de comunas du Briançonnais .

## Demografía
| 529 | 701 | 791 | 1009 | 981 | 976 |
| Para los censos de 1962 a 1999 la población legal corresponde a la población sin duplicidades (Fuente: INSEE [Consultar]) |     |     |      |     |     |

Forma parte de la aglomeración urbana de Brianzón.